# Donnie Keshawarz
Donnie Keshawarz (Guelph, 30 juli 1969) is een Canadees/Amerikaans acteur.

## Biografie
Keshawarz werd geboren in Guelph en is van Afghaanse afkomst, hij groeide op in Jonesboro (Arkansas) waar hij studeerde aan de Arkansas State University. Hierna studeerde hij aan de Rutgers-universiteit in New Jersey, en haalde zijn bachelor en master in theaterwetenschap en podiumkunsten aan de University of Missouri–Kansas City in Kansas City (Missouri).
Keshawarz begon in 1987 met acteren in de korte film The Pretender, waarna hij nog meerdere rollen speelde in films en televisieseries. Naast het acteren voor televisie is hij ook actief in het theater.

## Filmografie

### Films
Uitgezonderd korte films.
- 2020 Tesla - als J.P. Morgan
- 2019 Ad Astra - als Lawrence Tanner
- 2015 Experimenter - als Bruno
- 2014 The Cobbler - als Pinchas Simkin
- 2013 The Wolf of Wall Street - als Stratton aandelenmakelaar
- 2011 The Adjustment Bureau - als Donaldson
- 2009 Loving Leah - als Raj
- 2008 The Collective - als Rost
- 2006 Drifting Elegant - als Victor Saad
- 2004 Tony 'n' Tina's Wedding - als Donnie Dulce
- 2000 Growing Down in Brooklyn - als John 'Pip' Pipitone

### Televisieseries
Uitgezonderd eenmalige gastrollen.
- 2024 True Detective - als Adam Bryce - 2 afl.
- 2020 Tommy - als Simmons - 2 afl.
- 2014-2015 Forever - als Mike Hanson - 22 afl.
- 2013 Homeland - als Hafez 'A-Z' Azizi - 2 afl.
- 2011 One Life to Live - als Kahlid - 3 afl.
- 2007 Damages - als Andrew Vida - 9 afl.
- 2006-2007 The Sopranos - als Muhammed - 6 afl.
- 2006 Love Monkey - als Clete - 2 afl.
- 2003 24 - als Yusuf Auda - 6 afl.

- International Standard Name Identifier: 0000 0000 4277 251X
- Library of Congress Control Number: no2006082214
- Virtual International Authority File: 12064915
- WorldCat: E39PBJfrHThC3DmFwRYqGwtqcP